# Guillermo Morphy i Ferriz de Guzmán
Guillermo Morphy i Ferriz de Guzmán (Madrid, 29 de febrer de 1836 – Baden, Suïssa, 28 d'agost de 1899), fou un crític, musicòleg, historiador, pedagog, compositor i polític espanyol. Assolí a ser un personatge molt admirat en els cercles artístics del Madrid del segle xix pels seus serveis a la corona d'Espanya li fou atorgat el títol de comte de Morphy.
Molt nen es traslladà amb els seus pares a Alemanya, on va fer els primers estudis musicals, continuant-los després a Madrid, en les Escoles Pies i després al cèlebre Colegio Masarnau, llavors va compondre, només guiat pel seu instint, diverses petites peces. Després estudià la carrera de Lleis, ensems que amb la de música, que arribà a no tenir secrets per a Morphy.
El 1863 treballà un any a Brussel·les sota la direcció de Fétis, hi fou quan va compondre El cántico de Moisés, cantata a gran orquestra i cors, i una Serenata española, agradant extraordinàriament ambdues composicions. El 1864 fou nomenat gentilhome de cambra del Príncep d'Astúries, i en ser aquell proclamat rei amb el nom Alfons XII, s'encarregà de la seva secretaria particular, sent-li concedit el 1885 el títol de comte de Morphy. Fou un gran protector d'artistes i particularment de músics. col·laborà en La Correspondència de España, La Epoca, España Moderna, Ilustración Española y Americana, La América, El Parlamento, Gaceta Literaria, etc., i traduí de l'anglès, la biografia i correspondència de Beethoven, publicada per Moscheles. El 1882 ingressà en l'Acadèmia de San Fernando, llegint un discurs Sobre la naturaleza y medios de expresión de la música, De la unidad del arte, de la música instrumental y de la reforma wagneriana.
Va morir mentre es trobava a la ciutat suïssa de Baden (Argòvia) de vacances amb la seva família.
Entre les seves composicions, a més de les ja citades, cal mencionar:
- Missa, a 4 veus, orgue i orquestra;
- Salve Regina, a 3 veus, soprano, cor i orquestra;
- O salutaris Hostia, per a contralt i quartet;
- Les Trappistes, Priere du matin i Priere du soir, cors per a homes, sense acompanyament;
- Tres quaderns de melodies, contenint el tercer algunes composicions instrumentals;
- dues obertures de concert, a petita orquestra;
- Sonata, per a piano i violí;
- Trois airs espagnols en forme de sonatine, Fragments dramàtics, fugues vocals i instrumentals, cànons, peces per a piano. etc.